# Géry de Ghersem
Géry de Ghersem (* zwischen 1572 und 1575 in Tournai; † 25. Mai 1630 in Tournai) war ein franko-flämischer Komponist und Sänger der späten Renaissance.

## Leben und Wirken
In seiner Jugendzeit bekam Géry de Ghersem seine erste musikalische Ausbildung durch den Komponisten George de La Hèle an der Kathedrale von Tournai. Nachdem La Hèle im Jahr 1580 zum Kapellmeister des spanischen Königs Philipp II. berufen worden war und 1582 seinen Dienst in Madrid antrat, folgte Ghersem nach einiger Zeit seinem Lehrer zusammen mit 13 weiteren Knaben und wurde am 28. Juni 1586 Chorknabe an der Capilla Flamica unter La Hèles Leitung. Dieser starb bereits 2 Monate später (27. August 1586); die weitere Ausbildung der Chorknaben wurde von seinem Nachfolger Philippe Rogier übernommen. In der Liste der cantarcillos der spanischen Kapelle erscheint Ghersems Name noch 1590. Am 4. Dezember 1593 wurde er bei den Kantoren der Kapelle aufgenommen, nachdem er das Haus der Chorknaben verlassen hatte. Philippe Rogier starb 1596 und sein Nachfolger wurde Mateo Romero. Unter diesem wurde Ghersem Vizekapellmeister. Rogier hatte ihn kurz vor seinem Tod noch beauftragt, fünf seiner Messen zu veröffentlichen. Es erschienen jedoch sechs Messen, wobei die sechste Messe Ghersems eigene Komposition Missa „Ave virgo sanctissima“ war. Diesem glücklichen Umstand ist die einzige vollständige Überlieferung von Ghersems Kompositionen zu verdanken.
Bis zum August 1604 blieb Ghersem in der Stellung des Vizekapellmeisters, was aus den Gehaltslisten der königlichen Kapelle hervorgeht. In diesem Monat kehrte er in die Niederlande nach Tournai zurück; der Tournaier Geschichtsschreiber Catullius schreibt dazu, dass dies entweder aus Heimweh geschah oder aus der Enttäuschung darüber, dass der jüngere Mateo Romero und nicht er zum Kapellmeister ernannt worden war. Er bekam kurz darauf in Brüssel die Stellung des Kapellmeisters bei Erzherzog Albert und Erzherzogin Isabella und wurde 1607 zusätzlich Kaplan an deren Kapelle; beide Positionen behielt er bis kurz vor seinem Tod. Seine Kollegen am Brüsseler Hof waren Peter Philips, Pieter Cornet und für kurze Zeit John Bull. Zwar erscheint sein Name zwischen 1609 und 1630 auch in den Abrechnungen der Capilla Flamenca in Valladolid, es ist jedoch nicht gesichert, dass er sich nochmals in Spanien aufhielt.
Weil er auch Priester war, hatte er mehrere Pfründen, und zwar in Brüssel, in Mons sowie ab 1622 an St. Jacques in Coudenberg (Brüssel). Er wird auch mit „chapelain da l’oratoire et maître de la Chapelle de la cour“ unter den Teilnehmer der Beisetzungsfeierlichkeiten von Erzherzog Albert im Juli 1621 bezeichnet, und er ist auf einer zeitgenössischen Abbildung zu sehen. Das Grab des Komponisten befindet sich in der Kathedrale von Tournai.

## Bedeutung
Nach Aussagen des Tournaier Historikers Catullius und des Musiktheoretikers Pietro Domenico Cerone (1566–1625) war Géry de Ghersem ein sehr fruchtbarer und vom spanischen und portugiesischen König sehr geschätzter Komponist. König Johann IV. von Portugal besaß in seiner Bibliothek etwa 280 Kompositionen Ghersems als Manuskript, darunter neun Messen, ein Requiem zum Tod von Erzherzog Albert, etwa 20 Motetten zu vier bis zwölf Stimmen, Magnificat-Vertonungen und Lamentationen, vier mehrstimmige Passionen, etwa 170 Villancicos, 15 weltliche Chansons mit französischen Texten sowie mehrstimmige Antiphonen und Sequenzen. Es waren auch Instrumente bei etlichen mehrstimmigen Werken vorgesehen. Dieses umfangreiche Schaffen ist bei einem Brand der königlichen Bibliothek nach dem Erdbeben von Lissabon 1755 fast vollständig verloren gegangen.

## Werke, soweit überliefert
- Messe „Ave virgo sanctissima“ zu sieben Stimmen (Madrid 1598), eine kunstvolle Kanon-Messe über eine Motette von Francisco Guerrero, einziges im Druck erschienenes Werk.
- Motette „Benedicam Dominum“, zur Hälfte überliefert, die zweite Tenorstimme vollständig.
- Messe „Missa sine nomine“ zu acht Stimmen (Antwerpen 1642), hiervon ist nur die zweite Bass-Stimme überliefert.